# Rasdolje (Kurtschatow)
Rasdolje (russisch Раздолье) ist ein Weiler (chutor) in der Oblast Kursk in Russland. Es gehört zum Rajon Kurtschatow und zur Landgemeinde (selskoje posselenije) Kostelzewski selsowjet.

## Geographie
Der Ort liegt gut 42,5 km Luftlinie nordwestlich des Oblastverwaltungszentrums Kursk im südwestlichen Teil der Mittelrussischen Platte, 27 km nördlich des Rajonverwaltungszentrums Kurtschatow, 10 km vom Sitz des Dorfsowjet – Kostelzewo, 82 km von der Grenze zwischen Russland und der Ukraine, im Becken der Ruda (Nebenfluss der Ussoscha im Becken der Swapa).

### Klima
Das Klima im Ort ist wie im Rest des Rajons kalt und gemäßigt. Es gibt während des Jahres eine erhebliche Niederschlagsmenge. Dfb lautet die Klassifikation des Klimas nach Köppen und Geiger.

## Bevölkerungsentwicklung
| Jahr | Einwohner |
| ---- | --------- |
| 2002 | 1         |
| 2010 | 1         |

Anmerkung: Volkszählungsdaten

## Verkehr
Rasdolje liegt 22,5 km von der Fernstraße föderaler Bedeutung M2 „Krim“ (Moskau – A142/Trosna – Grenze zur Ukraine), 26,5 km von der Straße regionaler Bedeutung 38K-017 (Kursk – Lgow – Rylsk – Grenze zur Ukraine), 16,5 km von der Straße 38K-023 (Lgow – Konyschowka), 4 km von der Straße interkommunaler Bedeutung 38N-362 (38K-017 – Nikolajewka – Schirkowo) und 22,5 km von der nächsten Eisenbahnhaltestelle 552 km (Eisenbahnstrecke Nawlja – Lgow-Kijewskij) entfernt.
Der Ort liegt 153 km vom internationalen Flughafen von Belgorod entfernt.